# Искандер Паша
Искандер-Паша (осман. اسکندر پاشا‎, ? — 1620/1621) — государственный и военный деятель Османской империи.

## Биография
О происхождении доподлинно неизвестно, возможно происходил из семьи зажиточных землевладельцев. Родился в Румелийском бейлербействе. По происхождению был сербом или боснийцем. 
Начал службу под руководством Тирьяки Хасан Паши, который способствовал карьере Искандер-Паши. В 1601 году отличился при обороне крепости Каниж. 
В 1612 году назначается пашой Канижского эялета. В 1613 году назначается пашой Боснийского эялета. В это время поддержал Габора Бетлена, который прибыл в Стамбул. С помощью войск Искандер-Паши Бетлен победил трансильванского господаря Габора Батория, поставив того в 1614 году во главе Трансильвании.
В 1614 году переводится пашой Эгерского эялета. В 1616 году становится боснийским пашой. Вскоре назначается сердаром в Молдавии, куда по приказу султана выступил против господаря Могилы Александра, который слишком сблизился с Речью Посполитой. В битве при Сасовом Роге победил молдавско-польское войско, после чего захватил Могилу вместе с семьей. Затем отправил их в Стамбул, а господарем Молдавии поставил Раду Михню, который до того был господарем Валахии.
В 1616 году назначается на должность паши Темешварского эялета. В 1617 году во главе войска при поддержке Трансильвании, Валахии и Молдавии совершил демонстрационный поход в сторону Речи Посполитой, взяв в осаду крепость Рашков на Днестре. Коронный гетман Станислав Жолкевский выступил против Искандер-Паши, заставив того отступить. Вместе с тем действия османского паши привели к заключению договора между королем Сигизмундом III и султаном, по которому Речь Посполитая отказывалась от вмешательства в дела зависимых от османов княжеств на Дунае. Также король взял обязательство не допускать нападения запорожских казаков на османские земли. В том же году становится пашой Силистринского эялета.
Всячески пытался спровоцировать войну с Речью Посполитой, отправляя преувеличенные сообщения о выходе в Чёрное море казацких флотилий. В 1620 году возглавил османские войска, которые двинулись к Молдавии. Здесь к нему присоединились крымскотатарские конники во главе с калгой Шагин-Гераем, трансильванцы во главе с Габором Баторе, буджаки и волохи. В битве под Цецорой того же года нанес сокрушительное поражение Станиславу Жолкевскому, великому коронному гетману Речи Посполитой. После этого татары разорили значительную часть Галиции и Покутья, захватив 100 тыс. человек ясыря.
Не принимал участия в походе султана Османа II против Речи Посполитой, обеспечивая тыл снабжения армии. В ноябре 1620 или 1621 года Искандер-Паша погиб в Аккермане от рук своих слуг.